# Éric Pieczak
Éric Pieczak, né en 1960, est un conducteur de train français et l'actuel détenteur, comme conducteur, du record du monde sur rail, aux commandes de la rame 4402 qui a atteint la vitesse de 574,8 km/h le 3 avril 2007 sur la ligne à grande vitesse Est européenne.

## Carrière à la SNCF
Fils d'un immigré polonais et originaire de Metz en Lorraine, il entre à la SNCF en 1980, affecté à l'établissement de Conflans-Jarny puis à celui de Metz. Il suit une carrière classique de conducteur, conduisant des trains de marchandises, des TER, des trains grandes lignes Corail. Il conduit son premier TGV en 2006 entre Metz et Paris avant la mise en service de la nouvelle ligne à grande vitesse Est européenne. Le 3 avril 2007, il est le conducteur de la rame 4402 qui bat le record de vitesse sur rail.
Il intègre ensuite l'équipe des conducteurs d'essais de la SNCF qui teste les TGV avant leur mise en service.
Retraité, il participe à des missions de communication de la SNCF.

## Le record
En septembre 2006, son chef d'établissement lui propose d'intégrer l'équipe du projet « V 150 ». Officiellement, l'équipe faisait des essais sur la nouvelle ligne mais en réalité elle avait pour objectif de battre le record du monde de vitesse sur rail, le nom V 150 marquant cet objectif de 150 mètres par seconde.
Après 6 mois de tests, le nouveau record est établi lors d'un essai officiel en présence des médias le 3 avril 2007 à 13 heures 13 minutes et 15 secondes sur la LGV Est européenne.
Le 19 avril 2007, Jean-Marie Rausch, maire de Metz lui a remis la médaille de la ville. À cette occasion, Éric Pieczak a rappelé à l'assemblée « En fait, l'objectif était 570 + 5 ; on ne devait pas dépasser ce chiffre, et cette tolérance... Avec 574,8 km/h, autant dire que la mission a été idéalement accomplie ».